# 小行星24898
小行星24898（24898 Alanholmes）是一颗绕太阳运转的小行星，为主小行星带小行星。该小行星于1997年1月14日发现。

## 轨道参数
小行星24898的轨道半长轴为2.2591669 UA，离心率为0.123。